# Stanford, Montana
Stanford este o comunitate urbană în comitatul Judith Basin din statul Montana, SUA.
El se află situat la altitudinea de 1305 m, are o suprafață de 1,1 km² și are în anul 2000 ca. 450 loc. Din punct de vedere economic venitul brut pe famile este de 22.679 dolari, un procent 13,8% din poulație sunt săraci.

## Personalități marcante
- Albert Henry Ottenweller, episcop catolic